# Jorge de Lancastre
O Mestre Dom Jorge (Abrantes, 11 de novembro de 1481 - Setúbal, 22 de julho de 1550) , por vezes incorretamente denominado como Jorge de Lencastre, apelido que nunca usou nem lhe foi aplicado em vida, foi filho bastardo do rei João II de Portugal com Ana de Mendonça, foi 2.º Duque de Coimbra desde 1509, Grão-Almirante de Portugal, 13.º Mestre da Ordem de Santiago e 9.º Administrador da Ordem de Avis.

## Nascimento e criação
Aos três anos de idade seu pai mandou-o confiar para criar, à sua única irmã, Santa Joana Princesa, já nessa altura professa em Aveiro. Ali foi educado, no Convento de Jesus, até à morte de sua tia em 1490, quando tinha nove anos, idade em que, a pedido do rei, veio acabar de se educar na corte junto do seu irmão,o príncipe Afonso, e do jovem futuro rei Manuel I, todos sob a égide da rainha Leonor, que aceitou recebê-lo e dar-lhe os cuidados de mãe.
Porém diante da prematura morte do príncipe, único filho da rainha, passou a custar a Leonor manter esse papel, que tanto lhe avivava o seu natural desgosto, enviando-o então o rei seu pai para junto de João Vaz de Almada, fidalgo da sua maior confiança, guarda-mor d'el-Rei, irmão de Álvaro Vaz de Almada, Conde de Avranches, encarregando este seu criado predilecto de lhe dar a formação de príncipe que permitisse a Jorge, apesar de nascido fora do casamento, vir eventualmente a suceder no trono, conforme começara a desejar conseguir obter para o último filho que lhe restava.
Segundo refere António Caetano de Sousa, foi aluno do célebre latinista Cataldo Sículo desde tenra idade. No seu tempo foi também tratado Jorge, como Duque-Mestre, na junção simplificada das duas maiores dignidades que deteve: Duque de Coimbra, e Mestre da Ordem de Santiago. Foi também administrador da Ordem de Avis. Recebeu o senhorio de Aveiro, que antes integrara o Ducado de Coimbra do seu bisavô o infante-regente Pedro, por carta régia de 12 de abril de 1502. Os estados e a Casa do Duque-Mestre foram instituídos de juro e herdade para todo o sempre, fora da Lei Mental, o que significa juridicamente que passariam todos os seus bens e senhorios eternamente pela sua descendência legítima, masculina ou feminina, sem necessidade de qualquer confirmação régia na sucessão.

## Casa própria, e casamento

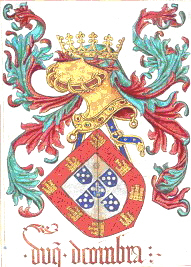
Armas de Dom Jorge, 2º Duque de Coimbra, corte ampliado do Livro da Perfeição das Armas, de 1509, por Jean du Cros.

D. Jorge, por ser considerado Pessoa Real, visto ter sido legitimado por seu pai, e não sendo embora filho ou neto de infante, era tratado por "Senhor Dom Jorge", e não por Duque, visto que, em Portugal, a simplicidade máxima piramidal nos tratamentos, ser privilégio exclusivo dos mais elevados escalões sociais. Pela mesma razão, e à semelhança da Família Real, de que fazia parte, e tal como outrora o primeiro Duque de Bragança, filho natural de D. João I, não usou qualquer sobrenome.
Os Estados e Casa do Senhor Dom Jorge foram-lhe sendo atribuídos por mercê régia ao longo dos anos, tendo acumulado uma imensa fortuna, própria de príncipe da Renascença.
Em 12 de abril de 1492, com apenas onze anos de idade, foi investido pelo pai nos cargos de mestre de Santiago, e de administrador da Ordem de Avis. Foi em adulto criado duque de Coimbra e alcaide-mor da mesma cidade, com o padroado das suas igrejas, senhor das vilas de Montemor-o-Velho, com todas as suas rendas, de Penela, Reguengo-do-Campo, do lugar de Pereiro, da terra de Castelo Novo, Alcácer, Ponte de Almeara, dos lugares de Abiúl, de Condeixa, da Lousã, do Casal de Álvaro, da terra de Dalbaster, acima de Águeda, da vila de Aveiro com suas lezírias e ilhas dentro da foz do Vouga, dos coutos de Avelãs de Cima, de Ferreiros, de Reguengos, de Coimbra e da vila de Torres Novas; e ainda senhor da beetria de Amarante, das honras de Ovelha, de Canaveses, de Galegos, Paços de Goselo, Gondim e Santo Isidro.
Manuel I criou-o 2.º Duque de Coimbra (em 25 de maio de 1500) ao dar-lhe casa, a fim de cumprir os últimos desejos do testamento do seu primo e cunhado D. João II; D. João III virá a criar Duque de Aveiro o Marquês de Torres Novas, título já antes dado ao filho primogénito sucessor da casa de D. Jorge, a quem não será permitido depois dele, a continuação do uso da designação Coimbra, por ser esta cidade ducado da coroa.
D. João II, O Príncipe Perfeito, antes de morrer, havia pedido ao seu cunhado e sucessor que continuasse a servir de pai ao filho D. Jorge, e o casasse na idade própria com a primeira infanta, sua filha, que lhe viesse a nascer depois de casado. Porém o Rei o mandou casar com Brites de Vilhena (1483-1535), em 1500, senhora que, não sendo infanta de Portugal, tinha no entanto a mesma varonia real ilegítima, ao ser filha do Senhor Álvaro de Bragança, irmão de Fernando II, Duque de Bragança e de sua mulher Filipa de Melo, Condessa de Olivença.
Dom Jorge morreu em 1550 e foi sepultado na Igreja de Santiago de Palmela, no interior do castelo da vila, onde funcionava a sede da Ordem de Santiago.

## Descendência
Dom Jorge teve vários filhos do seu casamento com Beatriz de Vilhena. Toda a sua geração portuguesa se encontra descrita no conhecido livro A Descendência Portuguesa de El-Rei D. João II, pelo coronel Fernando de Castro da Silva Canedo. Essa descendência vem usando o apelido sob a forma Lencastre, oriundo da rainha D. Filipa de Lencastre (filha de John of Gaunt, Duke of Lancaster), mulher de D. João I.
Filhos: 
- João de Lencastre, 1.º Duque de Aveiro, 1.º Marquês de Torres Novas
- Afonso de Lencastre, 1.º Comendador-Mor da Ordem de Santiago (c. 1505), casado com Isabel Henriques (c. 1510)
- Luís de Lencastre, 1.º Comendador-Mor da Ordem de Avis (c. 1505 - 1574), casado em 1540 com Madalena de Granada (c. 1510) – filha de João de Granada e de sua mulher Beatriz de Sandoval, que era, por sua vez, filho natural do rei de Granada Alboácem Ali e de Isabel de Solís, com descendência
- Jaime de Lencastre, Prior de São Pedro de Torres Vedras, 1.º Inquisidor-Geral do Reino
- Helena de Lencastre, Comendadora do Real Mosteiro de Santos
- Maria de Lencastre (Soror Maria Madalena), Religiosa no Mosteiro de São João, em Setúbal
- Filipa de Lencastre, Prioreza do Mosteiro de São João, em Setúbal
- Isabel de Lencastre, Religiosa no Mosteiro de São João, em Setúbal, e depois no Real Mosteiro de Santos.